# Tashi Namgyal

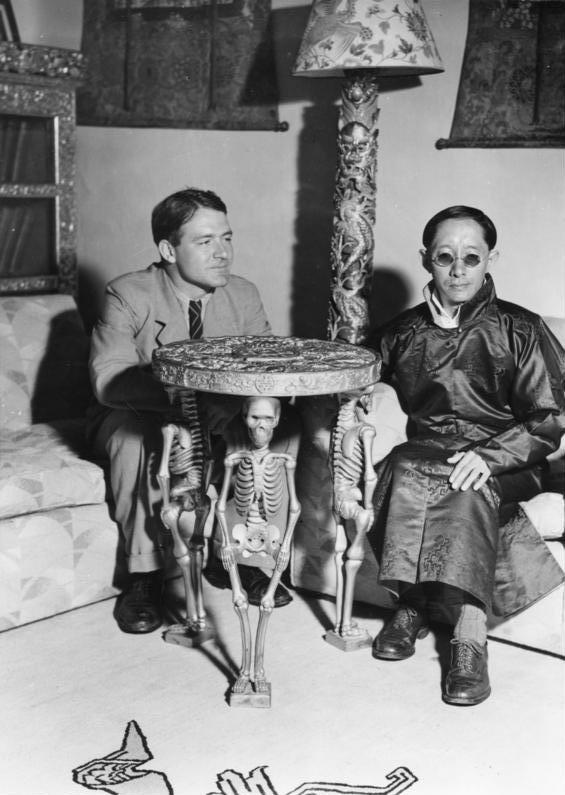
Tashi Namgyal mit SS-Sturmbannführer Ernst Schäfer, dem Leiter der Deutschen Tibet-Expedition 1938/39.

Tashi Namgyal (sikkimesisch-tibetisch བཀྲ་ཤིས་རྣམ་རྒྱལ་; Wylie: Bkra-shis Rnam-rgyal) (geb. 26. Oktober 1893 in Tibet; gest. 2. Dezember 1963) war der herrschende Chogyal (König) von Sikkim von 1914 bis 1963. Er war der Sohn von Thutob Namgyal und der erste unabhängige König des Königreichs Sikkim.
Namgyal war der 11. Herrscher der Namgyal-Dynastie in Sikkim. Er folgte seinem Halbbruder Sidkeong Tulku Namgyal, welcher von Februar bis Dezember 1914 geherrscht hatte. Dieser starb plötzlich unter mysteriösen Umständen.

## Leben
Tashi Namgyal wurde in Tibet geboren und erhielt seine Ausbildung an der St. Paul’s School in Darjeeling. Er wurde vom 13. Dalai Lama, Thubten Gyatso, gekrönt. Er war ein starker Verfechter von engeren Beziehungen zu Indien und Tibet. Außerdem führte er Landreformen durch und freie Wahlen ein. Es gibt Vermutungen, dass sein Tod durch indische Agenten herbeigeführt wurde. Nach seinem Tod folgte ihm sein zweiter Sohn Palden Thondup Namgyal als Chogyal.

## Familie
Tashi Namgyal wurde im Oktober 1918 mit Kunzang Dechen verheiratet. Mit ihr hatte er drei Söhne und drei Töchter. Der älteste Sohn starb in einem Flugunglück während des Zweiten Weltkrieges.
Etwa ein Jahrzehnt nach seinem Tod wurde sein Sohn Palden Thondup Namgyal, der damalige Chogyal, formell abgesetzt. Der Premierminister Lendup Dorji beantragte beim Indischen Staatenbund die Änderung des Status von Sikkim vom Protektorat zum Bundesstaat. Am 16. Mai 1975 wurde Sikkim offiziell zum 22. Bundesstaat von Indien erklärt.

## Titel, Orden und Ehrenzeichen
- 1893–1914: Prinz Tashi Namgyal
- 1914–1923: His Highness Sri Panch Maharaja Tashi Namgyal, Maharaja Chogyal of Sikkim
- 1923–1963: His Highness Sri Panch Maharaja Sir Tashi Namgyal, Maharaja Chogyal of Sikkim

- 11. Dezember 1911: Delhi Durbar Medal
- 1. Januar 1918: Companion des Order of the Indian Empire (CIE)
- 1. Januar 1923: Knight Commander des Order of the Indian Empire (KCIE)
- 6. Mai 1935: King George V Silver Jubilee Medal
- 12. Mai 1937: King George VI Coronation Medal
- 8. Juni 1939: Knight Commander des Order of the Star of India (KCSI).[4]

Die Tashi Namgyal Academy ist nach ihm benannt.